# 쌀재터널
쌀재터널은 경상남도 창원시 마산합포구 현동과 마산회원구 내서읍을 연결하는 길이 약 1450m의 터널이다. 왕복 4차선으로 국도 제5호선의 터널이다.
1997년에 착공하여 2005년 9월 9일 추석 연휴를 앞두고 임시 개통되었으며, 2006년 12월 21일 완전히 개통되었다. 이 터널의 개통으로 기존 도심을 거쳐 40분 이상이 소요되던 내서읍과 진동면간의 통행시간이 도심을 거치지 않고 바로 외곽으로 빠져 10~15분으로 크게 단축되었다. 또한 내서 분기점에 나들목이 건설되면서 고속도로 접속 교통량이 기존 서마산 나들목으로 집중되던 것을 이곳으로 분산하는 역할도 담당하고 있다.

## 접속할 수 있는 곳
- 내서 분기점
- 진동면
- 마창대교
- 내서읍